# 8032 Michaeladams
8032 Michaeladams este un asteroid din centura principală de asteroizi.

## Descriere
8032 Michaeladams este un asteroid din centura principală de asteroizi. A fost descoperit pe 8 martie 1992 la Kushiro de Seiji Ueda și Hiroshi Kaneda. Asteroidul prezintă o orbită caracterizată de o semiaxă mare de 2,39 ua, o excentricitate de 0,18 și o înclinație de 9,2° în raport cu ecliptica.